# Guenhwyvar
Guenhwyvar es un personaje ficticio del mundo de Reinos Olvidados (universo de ficción que constituye un escenario de campaña para el juego de rol Dungeons & Dragons), representante de una pantera del plano astral unida a la estatuilla de ónice que fue creada por un mago elfo en el bosque de Cormanthor. La creación de esa estatuilla era un regalo para otro elfo espadachín (Hojacantante) pero no se sabe cómo fue a parar a la Antípoda Oscura, acabando en manos de Drizzt Do'Urden.
El personaje de la pantera fue creado por el escritor R.A. Salvatore, quien posteriormente le puso su nombre a uno de sus gatos. El nombre Guenhwyvar proviene de la versión galesa del nombre Ginebra, la reina del Rey Arturo.

## Historia
Guenhwyvar fue creada por el mago explorador Anders Beltgarden. La figura de ónice perteneció originalmente a Josidiah Starym de Myth Drannor y más tarde al mago drow Masoj de la Casa Hun'ett, a quien Drizzt Do'Urden mató durante una batalla. Drizzt entonces tomó la figura de la pantera de su cuerpo porque no podía permitir que Guenhwyvar fuera usada para hacer el mal, ya que observando a Guenhwyvar forzada a cazar svirfneblins, Drizzt percibió el daño emocional que le causaba a una criatura que él admiraba y percibía como noble.
En los tiempos que vinieron después de dejar Menzoberranzan, Drizzt convocaba a Guenhwyvar tan a menudo como era posible. Así le ayudaba a combatir la soledad extrema a la que Drizzt hizo frente.
En este tiempo llegaron a ser incluso más íntimos que antes, compartiendo una profunda empatía el uno con el otro. Guenhwyvar ha salvado la vida de Drizzt más de una ocasión. Aunque algunos de los compañeros de Drizzt (especialmente Wulfgar y Bruenor) sentían inicialmente desconfianza por la pantera, se convirtió más adelante en un miembro importante del grupo. Durante la Era de los Trastornos, Guenhwyvar fue destruida casi enteramente debido a que la magia en todo Faerûn era un completo caos. Debido a la rapidez de pensamiento de Catti-brie, Guenhwyvar fue salvada y, una vez que la Era de los Trastornos terminó, las cosas volvieron a la normalidad.

## Características
Guenhwyvar se parece mucho a Drizzt. La pantera lo acepta como amo, pero lo quiere como un amigo. La relación de Guenhwyvar y Drizzt es única. La pantera puede ser convocada desde el Plano Astral hasta 12 de cada 48 horas. El simple hecho de pasar tiempo en el Plano Material gasta lentamente su energía. Guenhwyvar puede mantenerse en el Plano Material más allá del límite o ser convocada antes de lo habitual, pero es extremadamente agotador para la pantera. Si la pantera resulta seriamente herida o incluso sufre heridas que serían fatales en el Plano Material, Guenhwyvar se transporta de vuelta al Plano Astral. Basta con que pase el tiempo suficiente allí para regenerarse completamente y poder ser convocada de nuevo.
Guenhwyvar tiene "tres metros de largo (3 m (9′ 10″)), por lo menos, con los hombros musculosos tan altos como el pecho de un hombre alto" y pesa alrededor de 300 kg (660 lb).